# Gallicolumba
Gallicolumba je rod holubů.

## Popis a ekologie

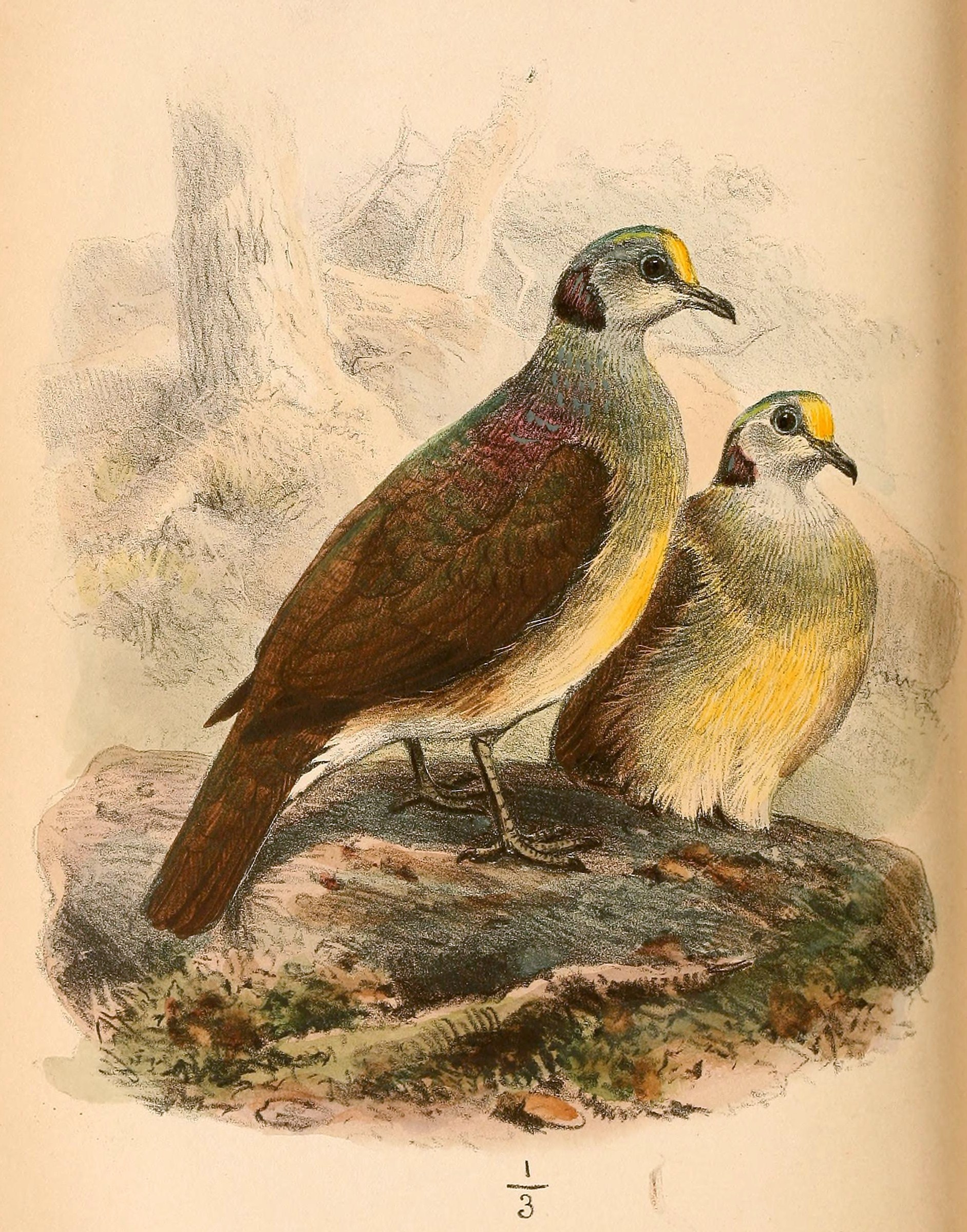
Pár holubů celebeských

Holubi rodu Gallicolumba představují menší až středně velké holubovité ptáky podsaditého těla se středně dlouhými křídly a ocasem. Holub krvavý (G. luzonica) dosahuje velikosti asi 28 cm. Jedinečným znakem těchto holubů je zlatavá či rudá skvrna na hrudi, která může v některých případech připomínat zranění, anglicky se proto tito ptáci označují jako „bleeding-hearts“, tedy „krvácející srdce“. Objevuje se maximálně velmi mírný pohlavní dimorfismus. Běháky nikdy neporůstá peří.
Zástupci rodu Gallicolumba sensu stricto (v souladu s oddílem Systematika) se vyskytují výhradně na Filipínách, Sulawesi a Nové Guineji. Platí pro ně, že se jedná o pozemní ptáky, již žijí jednotlivě, anebo v párech. Potravu vyjma bobulí a jiných rostlinných produktů tvoří i značné množství bezobratlých. Holub krvavý hnízdí na nízkých stromech a keřích. Inkubační doba trvá asi 17–18 dní, oba členové páru se v zahřívání vajec střídají. Mláďata mohou poprvé vyletět z hnízda již po 12 dnech.
Především řada filipínských forem je v současnosti ohrožena vyhynutím. Holub tawitawský (Gallicolumba menagei) z ostrova Tawi-Tawi, druh známý pouze ze dvou vzorků z roku 1891 a nepotvrzených zpráv místních, již možná vyhynul, ačkoli je ještě v roce 2023 veden mezi druhy kriticky ohroženými. Ostrov Tawi-Tawi prošel v 90. letech 20. století prakticky kompletním odlesněním, naději na přežití holuba tak představují maximálně přidružené ostrůvky.

## Systematika
Za popisnou autoritu rodu Gallicolumba je pokládán Johann Georg Heck (1849). Následující seznam druhů včetně areálu výskytu vychází z :
- Gallicolumba crinigera (Pucheran, 1853) – holub rudoprsý (Východní Visajské ostrovy, Mindanao, Jolo)
- Gallicolumba keayi (W. E. Clarke, 1900) – holub negroský (Negros a Panaj)
- Gallicolumba luzonica (Scopoli, 1786) – holub krvavý (Luzon)
- Gallicolumba menagei (Bourns & Worcester, 1894) – holub tawitawský (Tawi-Tawi)
- Gallicolumba platenae (Salvadori, 1893) – holub mindorský (Mindoro)
- Gallicolumba rufigula (Pucheran, 1853) – holub zlatoprsý (Nová Guinea a přidružené ostrůvky)
- Gallicolumba tristigmata (Bonaparte, 1855) – holub celebeský (Sulawesi)

Počet druhů může v jednotlivých zdrojích variovat v důsledku toho, že v rámci rodu Gallicolumba mohou být zahrnovány i jiné druhy holubů, konkrétně tzv. skupina druhů G. jobiensis, rozšířená od Nové Guineje směrem na východ po mnohé tichomořské ostrovy a směrem na západ na ostrovy Wetar a Timor (G. hoedtii). Opeření těchto holubů vyniká tmavým hřbetem a kontrastní světlou hlavou a hrudí. Zástupci skupiny jobiensis však většinou bývají řazeni do samostatného rodu Pampusana (syn. Alopecoenas), přičemž tento postup podporuje molekulární fylogenetika. Filipínské druhy z rodu Gallicolumba zřejmě tvoří jednu monofyletickou skupinu, což svědčí pro jednorázovou kolonizací souostroví s následným rozrůzněním na jednotlivé formy.